# Gedenkstein zur Gründung der Neuen Neustadt 1812

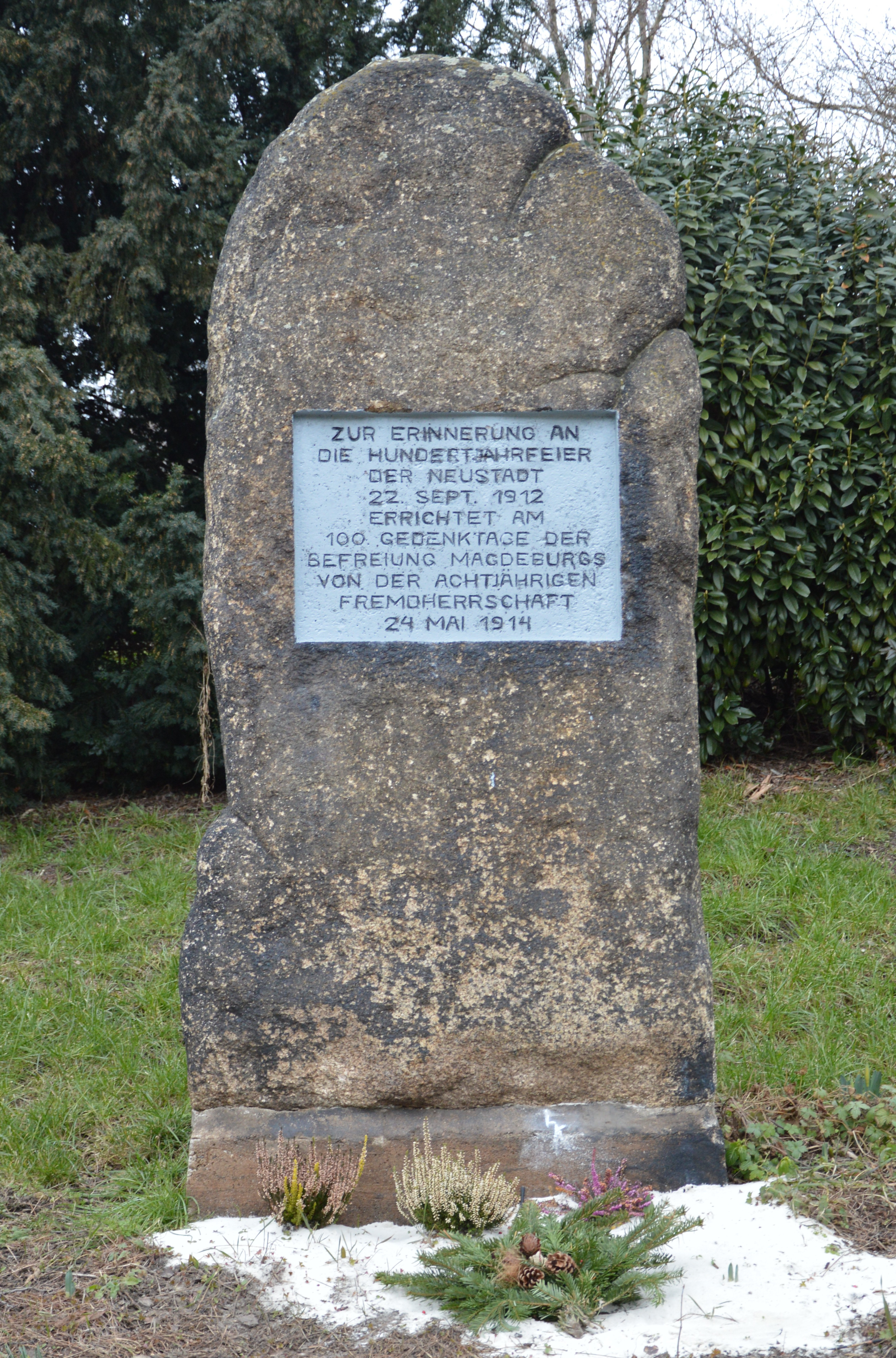
Gedenkstein zur Gründung der Neuen Neustadt 1812

Der Gedenkstein zur Gründung der Neuen Neustadt 1812 ist ein denkmalgeschützter Gedenkstein in Magdeburg in Sachsen-Anhalt.

## Lage
Er befindet sich in einer kleinen Parkanlage am westlichen Ende der Agnetenstraße auf deren nördlichen Seite im Stadtteil Alte Neustadt. Nordöstlich des Steins erstreckt sich die Eisenbahnbrücke Lüneburger Straße. Nördlich verläuft der Bahndamm zum östlich gelegenen Bahnhof Magdeburg-Neustadt.

## Architektur und Geschichte
Der Gedenkstein wurde am 24. Mai 1914 aufgestellt. Anlass war die Erinnerung an die 1912 begangene 100-Jahr-Feier der 1812 gegründeten Neuen Neustadt.
Es wurde ein Granit-Findling errichtet, der auf seiner Vorderseite mit einer Inschrift versehen wurde. Die Inschrift lautet:
ZUR ERINNERUNG AN

DIE HUNDERTJAHRFEIER

DER NEUSTADT

22. SEPT. 1912

ERRICHTET AM

100. GEDENKTAGE DER

BEFREIUNG MAGDEBURGS

VON DER ACHTJÄHRIGEN

FREMDHERRSCHAFT

24. MAI 1914

Die Inschrift am Stein wurde 2017 vom Magdeburger Lutz Kaufmann, einem pensionierten Gewerbemaler, in Eigeninitiative erneuert.
Im Denkmalverzeichnis des Landes Sachsen-Anhalt ist der Gedenkstein unter der Erfassungsnummer 094 15906 als Baudenkmal verzeichnet. Die Stadt Magdeburg führt ihn seit dem 23. Juni 1994 als Kleindenkmal.